# Wapen van Kortrijk

Het stadswapen van Kortrijk

Het wapenschild van de stad Kortrijk gaat terug op het familiewapen van de 12de-eeuwse Kortrijkse burggraven. Het bestaat uit een rode keper op een witte achtergrond. Rood en wit zijn tevens de kleuren op de vlag van Kortrijk.
De heraldische beschrijving van het wapenschild gaat als volgt: 

In zilver een keper en een uitgeschulpte zoom van keel. Het schild getopt met een stedenkroon met vijf torens van zilver en gehouden door twee wildemannen van vleeskleur, omgord en gekroond met eikenbladeren van sinopel en steunend op een knots van natuurlijke kleur.
Niet vermeld in de beschrijving, maar wel op de tekening is een zilveren voetstuk waarop het geheel is geplaatst.
Het wapenschild wordt zonder de twee mannen ook gebruikt als stadsvlag.
De kleuren en de rode keper maken ook deel uit van het logo van de Koninklijke Voetbalclub Kortrijk (KV Kortrijk).